# A szerelem hullámhosszán (film)
A szerelem hullámhosszán (eredeti cím: Sleepless in Seattle) egy 1993-ban bemutatott amerikai romantikus film Nora Ephron rendezésében, Tom Hanks és Meg Ryan főszereplésével.
Egy kisfiú egy betelefonálós rádióműsorban az édesapjának kér segítséget, aki egyedül neveli őt. Annie, a bájos, fiatal lány elhatározza, hogy megkeresi őket.

## Cselekmény
|  | Alább a cselekmény részletei következnek! |

Sam Baldwin építész a nyolcéves fiával Chicagóból Seattle-be költözik, hogy szeretett felesége, Maggie halála után elmeneküljön a fájdalmas emlékeitől.
18 hónappal később, karácsonykor Annie Reed, egy baltimore-i újságszerkesztő meglátogatja szüleit Walterrel, jövendőbelijével, hogy bejelentse eljegyzésüket, bár úgy érzi, hogy hiányzik valami a kapcsolatukból.
Aznap este hazafelé menet meghallja, hogy egy Jonah nevű kisfiú egy rádióműsorban a karácsonyi kívánsága miatt telefonál. Elmondja édesanyja halálát, és hogy új feleséget szeretne apjának, mivel látja, hogy azóta is nagyon szenved. A rádiós műsorvezető kéri a meglepett Samet, hogy vegye át a telefont, és kérdéseket tesz fel neki felesége haláláról és az azt követő életéről. Sam először szűkszavúan és tárgyilagosan válaszolgat, de aztán bevallja, hogy ez még mindig nagyon nehéz neki. Amikor a műsorvezető megkérdezi Samet, hogy mi volt olyan különleges a feleségében, Sam egy pillanatnyi tétovázás után azt kérdezi: „Mennyi a műsoridőd?”, és elmondja, mennyire szerette a feleségét, hogy már a puszta jelenléte is gazdagította az életét, hogy ezernyi apró dolog alkotta ezt a mély szerelmet, és hogy már az első érintéstől kezdve „varázslatot” érzett kettejük között. Sam a legmélyebb érzéseit is kibeszéli magából, és nem Annie az egyetlen, aki meghatódottan hallgatja a rádióban az egyedülálló apa személyes vallomását.
Annie még napokkal később is a lelkes Samre gondol, mint sok más hallgató, akit a rádiós műsorvezető az álmatlansága miatt „Álmatlanul Seattle-ben” néven emleget. Ennek ellenére továbbra is tervezi az esküvőjüket Walterrel és előtte egy romantikus hétvégét New Yorkban a Valentin-napon.
Sam több száz levelet kap az Egyesült Államok minden tájáról, de nem mutat érdeklődést irántuk, hagyományos módon szeretne megismerkedni egy új nővel. Randit beszél meg Victoriával, aki belsőépítész.
Annie megfogalmaz egy levelet Samnek, amelyet a Félévente randevú című film ihletett, amiben Valentin-napi találkozót javasol az Empire State Building tetején. A levelet nem szándékozik elküldeni, de barátnője, Becky Annie tudta nélkül elküldi.
Jonah el van ragadtatva a levéltől, és megpróbálja meggyőzni apját, hogy találkozzon Annie-vel. Apja azonban a Victoriával való új kapcsolatára összpontosít, akit Jonah nem kedvel.
Annie úgy dönt, hogy Seattle-be repül, azzal az ürüggyel, hogy egy cikkhez végez kutatást. Ott a távolból meglátja Samet, de nincs bátorsága odamenni hozzá, miután látja, hogy a férfi bizalmasan ölelget egy nőt. A nő Sam húga, Suzy, de Annie azt hiszi, ő lehet Sam új barátnője. Sam odapillant és lenyűgözi Annie megjelenése.
Baltimore-ba Annie-nak érkezik egy levél Samtől, amelyet azonban Jonah írt a nevében, és amelyben megerősíti a Valentin-napi találkozásukat. Azonban Annie-t elbizonytalanítja Sam „barátnőjének” léte, és vissza akar térni Walterhez teljes idejében.
A Bálint-napi hétvégén Jonah egyedül repül New Yorkba, és hiába próbál megtalálni egy Annie nevű nőt az Empire State Buildingnél. Sam utána megy, és a kilátóteraszon találja, éppen mielőtt az épület bezárna. Közben Annie elmondja Walternek, hogy nemrég érzelmileg összezavarodott, és felbontja az eljegyzésüket.
Spontán módon Annie is az immár kihalt találkozóhelyre megy, de nem talál ott senkit. Nem sokkal később Sam és Jonah visszatérnek a teraszra, mivel a fiú ott felejtette a hátizsákját. Sam és Annie között azonnal különleges kapcsolat alakul ki.

## Szereplők
| Színész           | Szerep                    | Magyar hang       |
| ----------------- | ------------------------- | ----------------- |
| Tom Hanks         | Sam Baldwin               | Forgács Péter     |
| Meg Ryan          | Annie Reed                | Györgyi Anna      |
| Bill Pullman      | Walter                    | Bognár Zsolt      |
| Ross Malinger     | Jonah Baldwin, Sam kisfia | Molnár Levente    |
| Rob Reiner        | Jay                       | Melis Gábor       |
| Rosie O'Donnell   | Becky                     | Nyakó Juli        |
| Gaby Hoffmann     | Jessica                   |                   |
| Victor Garber     | Greg                      | Balázsi Gyula     |
| Rita Wilson       | Suzy                      | Biró Anikó        |
| Barbara Garrick   | Victoria                  | Farkasinszky Edit |
| Carey Lowell      | Maggie Baldwin            |                   |
| David Hyde Pierce | Dennis Reed               | Csuja Imre        |
| Dana Ivey         | Claire Bennett            | Fodor Zsóka       |
| Kevin O'Morrison  | Cliff Reed                | Galamb György     |
| Caroline Aaron    | Dr. Marcia Fieldstone     | Andresz Kati      |
| Frances Conroy    | Irene Reed                | Bessenyei Emma    |
| Calvin Trillin    | Milton nagybácsi          |                   |

## Díjak, jelölések
- Oscar-díj (1994)[4]
  - jelölés: legjobb eredeti forgatókönyv – Nora Ephron, David S. Ward és Jeff Arch
  - jelölés: legjobb eredeti dal – Marc Shaiman, Ramsey McLean:  "A Wink and a Smile"
- Golden Globe-díj (1994)[4]
  - jelölés: legjobb komédia vagy musical
  - jelölés: Legjobb férfi színész (komédia vagy musical) – Tom Hanks
  - jelölés: Legjobb színésznő (komédia vagy musical) – Meg Ryan
- American Comedy Awards (1994)[4]
  - díj: legmulatságosabb női színész – Meg Ryan

## Fordítás
- Ez a szócikk részben vagy egészben  a   Schlaflos in Seattle című német Wikipédia-szócikk fordításán alapul.  Az eredeti cikk szerkesztőit annak laptörténete sorolja fel. Ez a jelzés csupán a megfogalmazás eredetét és a szerzői jogokat jelzi, nem szolgál a cikkben szereplő információk forrásmegjelöléseként.